# It Goes Like This
It Goes Like This è il primo album in studio del cantante di musica country statunitense Thomas Rhett, pubblicato nel 2013.

## Tracce
1. Whatcha Got in That Cup – 2:59
2. Something to Do with My Hands – 3:20
3. Get Me Some of That – 3:09
4. Call Me Up – 3:15
5. It Goes Like This – 3:06
6. Make Me Wanna – 3:46
7. Front Porch Junkies (remix) – 3:44
8. In a Minute – 3:41
9. Take You Home – 3:39
10. Sorry for Partyin' – 3:29
11. All-American Middle Class White Boy – 2:59
12. Beer with Jesus – 4:15

## Classifiche
| Classifica (2013) | Posizione raggiunta |
| ----------------- | ------------------- |
| Stati Uniti       | 6                   |